# Droga krajowa nr 85 (Polska)
Droga krajowa nr 85 (DK85) – droga krajowa klasy G o długości 4,774 km, leżąca na obszarze województwa mazowieckiego. Trasa ta łączy Nowy Dwór Mazowiecki (DK62) z Kazuniem (S7). Arteria do końca 2013 roku była najkrótszą drogą krajową w Polsce.

## Dopuszczalny nacisk na oś
Od 13 marca 2021 roku na drodze dozwolony jest ruch pojazdów o nacisku pojedynczej osi napędowej do 11,5 tony.

### Do 13 marca 2021 r.
We wcześniejszych latach na całej długości drogi dopuszczalny był ruch pojazdów o nacisku pojedynczej osi nie przekraczającym 8 ton. Stosowny znak informujący o nośności drogi obowiązywał w latach 2015–2021.

## Historia numeracji
Na przestrzeni lat arteria posiadała różne oznaczenia:

| Numer | Numer | Przebieg                        | Lata obowiązywania                          | Źródło | Uwagi                                                                             |
| ----- | ----- | ------------------------------- | ------------------------------------------- | --- | --------------------------------------------------------------------------------- |
| 10    | E81   | Kazuń Nowy–Nowy Dwór Mazowiecki | krajowy: 1952(?)–1986 europejski: 1962–1985 | - Atlas samochodowy Polski 1:500 000. Wyd. IV. Warszawa: Państwowe Przedsiębiorstwo Wydawnictw Kartograficznych, 1965. Brak numerów stron w książce - Samochodowy atlas Polski 1:500 000. Wyd. V. Warszawa: Państwowe Przedsiębiorstwo Wydawnictw Kartograficznych, 1979. ISBN 83-7000-017-7. Brak numerów stron w książce - Samochodowy atlas Polski 1:500 000. Wyd. IX. Warszawa: Państwowe Przedsiębiorstwo Wydawnictw Kartograficznych, 1985. Brak numerów stron w książce                                   | 1. droga państwowa 2. brak danych dot. wprowadzenia numeracji                     |
| 7     | E77   | Kazuń Nowy–Nowy Dwór Mazowiecki | 14 II 1986–1990                             | Samochodowa mapa Polski 1:750 000, wyd. czwarte, Warszawa/Wrocław: Państwowe Przedsiębiorstwo Wydawnictw Kartograficznych, 1987. Brak numerów stron w książce | W 1990 roku oddano do użytku tzw. most w Zakroczymiu                              |
| ?     | ?     | Kazuń Nowy–Nowy Dwór Mazowiecki | 1990–2000                                   | - Polska: Atlas samochodowy 1:300 000. Wyd. pierwsze. Warszawa: Polskie Przedsiębiorstwo Wydawnictw Kartograficznych, 1992. ISBN 83-7000-080-0. Brak numerów stron w książce - Mapa samochodowa Polski 1:700 000. Wyd. 1. Szczecin: Wydawnictwo Kartograficzne KOMPAS, 1996/1997. ISBN 83-904373-2-5. Brak numerów stron w książce - Mapa samochodowa Polski 1:700 000. Wyd. II zmienione i poprawione. Szczecin: Wydawnictwo Kartograficzne KOMPAS, 1997/1998. ISBN 83-904373-3-3. Brak numerów stron w książce | 1. brak danych odnośnie do numeracji 2. na mapach widnieje jako droga drugorzędna |
| 85    | 85    | Kazuń Nowy–Nowy Dwór Mazowiecki | od 2000                                     | - Zarządzenie nr 6 Generalnego Dyrektora Dróg Publicznych z dnia 9 maja 2000 r. w sprawie nowych numerów dróg krajowych · (wykaz dróg w archiwum Rzeczpospolitej ) - POLSKA Atlas drogowy 1:200 000. Mapy Ścienne Beata Piętka, 2000. Brak numerów stron w książce - Mapa samochodowa Polski 1:700 000. Wyd. XXVII. Dom Wydawniczy PWN, 2016. ISBN 978-83-7705-942-5. Brak numerów stron w książce | ograniczenia dla ruchu ciężkiego                                                  |

## Miejscowości leżące na trasie DK85
- Nowy Dwór Mazowiecki (DK62)
- Kazuń Polski